# 380-ті

Римська імперія завершила війну з готами. За мирною угодою готам дозволено поселитися в межах імперії. Вони повинні постачати рекрутів у римські війська. На деякий період владу на Заході узурпував Магн Максим, однак його бунт придушили, і на кінець десятиліття імперію розділили на частини, де правлять Феодосій I та Валентиніан II. У Китаї правління династії Цзінь. В Індії правління імперії Гуптів. У Японії триває період Ямато. У Персії править династія Сассанідів.
На території лісостепової України Черняхівська культура. У Північному Причорномор'ї готи й сармати. Історики VI століття згадують плем'я антів, що мешкало на території сучасної України приблизно з  IV сторіччя. З'явилися гуни, підкорили остготів та аланів й приєднали їх до себе.

## Події
- Аріанство практично подолане, йде процес затвердження християнства як єдиної релігії імперії, закриття язичницьких храмів.
- 384 — кінець понтифікату Папи Дамасія I;
- 384 — початок понтифікату Папи Сиріція;